# Mouvement de libération des hommes
 (mars 2022).
Le mouvement de libération des hommes (en anglais, le Men's liberation movement, ou Men's Lib) examine les contraintes que la société impose aux hommes, notamment dans les rôles de genre traditionnels. Les militants pour la libération des hommes sont généralement sympathiques au point de vue féministe et prônent la déconstruction des aspects négatifs de l'identité masculine et les parties de la masculinité qui ne servent pas à promouvoir les histoires et les vies de tous les hommes.
La libération des hommes se distingue d'autres mouvements, comme le mouvement Men's rights (MRA/MRM), dont certains[pas clair] font valoir que le féminisme moderne va trop loin et qu'on doit ramener l'attention sur les droits des hommes. Même si les deux approches questionnent les points négatifs de la masculinité, elles ne s'entendent pas sur le degré de pouvoir institutionnel dont bénéficient les hommes et la solution pour y arriver.